# Новогръцка граматика
Граматиката на новогръцкия език, говорен в днешна Гърция и Кипър, в основата си е димотическа, но е взела и някои особености на катаревуса, архаичният и книжовен вариант на гръцкия, подражаващ на класическия език, който бил официален в Гърция през повечето от XIX и XX век. Новогръцката граматика е запазила много особености на старогръцкия език, но подобно на много съвременни индоевропейски езици, е преминала от по-синтетични към по-аналитични структури.